# Division 1 för damer 2017
La Division 1 för damer 2017 è la 6ª edizione del campionato di football americano femminile di primo livello, organizzato dalla SAFF.
Le Borås Rhinos si sono ritirate il 17 maggio e i loro risultati sono stati annullati.

## Squadre partecipanti
| Club                    | Città     | Stadio | Sponsor ufficiale | Risultato nella stagione 2016 |
| ----------------------- | --------- | ------ | ----------------- | ----------------------------- |
| Arlanda Jets            | Märsta    |        |                   |                               |
| Borås Rhinos            | Borås     |        |                   |                               |
| Carlstad Crusaders      | Karlstad  |        |                   |                               |
| Göteborg Marvels        | Göteborg  |        |                   |                               |
| Jönköping Spartans      | Jönköping |        |                   |                               |
| Limhamn Griffins        | Malmö     |        |                   |                               |
| Örebro Black Knights    | Örebro    |        |                   |                               |
| Stockholm Mean Machines | Stoccolma |        |                   |                               |
| Västerås Roedeers       | Västerås  |        |                   |                               |

## Stagione regolare

### Calendario

#### 1ª giornata
| Borås 15 aprile 2017, ore 14:00 | Borås Rhinos | 0 – 62 | Carlstad Crusaders | Sjöbovallen |

| Jönköping 17 aprile 2017, ore 12:00 | Jönköping Spartans | 0 – 38 | Örebro Black Knights | Rosenlunds IP |

| Västerås 17 aprile 2017, ore 14:00 | Västerås Roedeers | 41 – 0 | Göteborg Marvels | Arosvallen |

#### 2ª giornata
| Örebro 22 aprile 2017, ore 15:00 | Örebro Black Knights | 62 – 0 | Limhamn Griffins | Rosta Gärde |

| Märsta 23 aprile 2017, ore 13:00 | Arlanda Jets | 42 – 0 | Göteborg Marvels | Midgårdsvallen |

| Stoccolma 23 aprile 2017, ore 13:00 | Stockholm Mean Machines | 42 – 6 | Carlstad Crusaders | Zinkendamms Idrottsplats |

| Borås 23 aprile 2017, ore 14:00 | Borås Rhinos | 6 – 31 | Västerås Roedeers | Sjöbovallen |

#### 3ª giornata
| Stoccolma 29 aprile 2017, ore 11:00 | Stockholm Mean Machines | 32 – 0 | Jönköping Spartans | Zinkensdamms Idrottsplats |

| Örebro 29 aprile 2017, ore 17:00 | Örebro Black Knights | 30 – 19 | Arlanda Jets | Vivalla IP |

| Malmö 30 aprile 2017, ore 15:00 | Limhamn Griffins | 0 – 2 | Carlstad Crusaders | Hästhagens IP |

#### 4ª giornata
| Borås 6 maggio 2017, ore 11:00 | Borås Rhinos | 2 – 34 | Göteborg Marvels | Sjöbovallen |

| Märsta 6 maggio 2017, ore 13:00 | Arlanda Jets | 19 – 7 | Stockholm Mean Machines | Midgårdsvallen |

| Västerås 6 maggio 2017, ore 15:00 | Västerås Roedeers | 39 – 0 | Limhamn Griffins | Arosvallen |

| Karlstad 7 maggio 2017, ore 11:30 | Carlstad Crusaders | 8 – 0 referto | Jönköping Spartans | Regementets IP |

#### 5ª giornata
| Västerås 13 maggio 2017, ore 15:00 | Västerås Roedeers | 6 – 40 referto | Örebro Black Knights | Arosvallen |

| Karlstad 13 maggio 2017, ore 15:00 | Carlstad Crusaders | 46 – 0 referto | Göteborg Marvels | Regementets IP |

| Malmö 13 maggio 2017, ore 15:00 | Limhamn Griffins | 0 – 41 referto | Stockholm Mean Machines | Hästhagens IP |

| 14 maggio 2017 | Jönköping Spartans | 64 – 0 | Borås Rhinos |  |

#### 6ª giornata
| Örebro 20 maggio 2017, ore 15:00 | Örebro Black Knights | 34 – 8 referto | Stockholm Mean Machines | Rosta Gärde |

| Jönköping 21 maggio 2017, ore 15:00 | Jönköping Spartans | 14 – 0 referto | Limhamn Griffins | Rosenlunds IP |

#### 7ª giornata
| Göteborg 27 maggio 2017, ore 12:00 | Göteborg Marvels | 0 – 38 referto | Stockholm Mean Machines | Backavallen |

| Karlstad 28 maggio 2017, ore 12:00 | Carlstad Crusaders | 14 – 20 referto | Västerås Roedeers | Regementets IP |

| Märsta 28 maggio 2017, ore 13:00 | Arlanda Jets | 14 – 6 referto | Jönköping Spartans | Midgårdsvallen |

#### 8ª giornata
| Örebro 3 giugno 2017, ore 15:00 | Örebro Black Knights | 52 – 6 referto | Carlstad Crusaders | Rosta Gärde |

| Göteborg 4 giugno 2017, ore 11:00 | Göteborg Marvels | 6 – 42 referto | Jönköping Spartans | Backavallen |

| Västerås 4 giugno 2017, ore 15:00 | Västerås Roedeers | 13 – 17 referto | Arlanda Jets | Arosvallen |

#### 9ª giornata
| Malmö 10 giugno 2017, ore 15:00 | Limhamn Griffins | 0 – 33 referto | Arlanda Jets | Hästhagens IP |

| Jönköping 10 giugno 2017, ore 17:00 | Jönköping Spartans | 24 – 27 referto | Västerås Roedeers | Rosenlunds IP |

| Göteborg 11 giugno 2017, ore 11:00 | Göteborg Marvels | 0 – 62 referto | Örebro Black Knights | Backavallen |

#### 10ª giornata
| Stoccolma 17 giugno 2017, ore 13:00 | Stockholm Mean Machines | 34 – 0 referto | Västerås Roedeers | Zinkensdamms Idrottsplats |

| Göteborg 18 giugno 2017, ore 12:00 | Göteborg Marvels | 16 – 22 referto | Limhamn Griffins | Backavallen |

| Karlstad 18 giugno 2017, ore 13:00 | Carlstad Crusaders | 6 – 6 referto | Arlanda Jets | Regementets IP |

### Classifica
La classifica della regular season è la seguente:
- PCT = percentuale di vittorie, G = partite giocate, V = partite vinte,  P = partite perse, PF = punti fatti, PS = punti subiti

| Pos. | Squadra                 | PCT   | G | V | N | P | PF  | PS  |
| ---- | ----------------------- | ----- | - | - | - | - | --- | --- |
| 1    | Örebro Black Knights    | 1.000 | 7 | 7 | 0 | 0 | 318 | 39  |
| 2    | Arlanda Jets            | .786  | 7 | 5 | 1 | 1 | 150 | 62  |
| 3    | Stockholm Mean Machines | .714  | 7 | 5 | 0 | 2 | 202 | 59  |
| 4    | Västerås Roedeers       | .571  | 7 | 4 | 0 | 3 | 146 | 129 |
| 5    | Carlstad Crusaders      | .500  | 7 | 3 | 1 | 3 | 88  | 120 |
| 6    | Jönköping Spartans      | .286  | 7 | 2 | 0 | 5 | 86  | 125 |
| 7    | Limhamn Griffins        | .143  | 7 | 1 | 0 | 6 | 22  | 207 |
| 8    | Göteborg Marvels        | .000  | 7 | 0 | 0 | 7 | 22  | 293 |
| -    | Borås Rhinos            | .000  | 4 | 0 | 0 | 4 | 8   | 191 |

## Playoff e playout

### Tabellone
|  | Semifinali | Semifinali              | Semifinali |                         |   | VI SM-Finalen        | VI SM-Finalen | VI SM-Finalen |  |
|  |            |                         |            |                         |   |                      |               |               |  |
|  | 1          | Örebro Black Knights    | 36         |                         |   |                      |               |               |  |
|  | 1          | Örebro Black Knights    | 36         |                         |   |                      |               |               |  |
|  | 4          | Västerås Roedeers       | 0          |                         |   |                      |               |               |  |
|  | 4          | Västerås Roedeers       | 0          |                         | 1 | Örebro Black Knights | 22            |               |  |
|  |            |                         |            |                         | 1 | Örebro Black Knights | 22            |               |  |
|  |            |                         | 3          | Stockholm Mean Machines | 6 |                      |               |               |  |
|  | 3          | Stockholm Mean Machines | 3          | Stockholm Mean Machines | 6 | 22                   |               |               |  |
|  | 3          | Stockholm Mean Machines |            |                         |   |                      |               |               |  |
|  | 2          | Arlanda Jets            | 8          |                         |   |                      |               |               |  |

### Semifinali
| Märsta 1º luglio 2017, ore 12:00 | Arlanda Jets | 8 – 22 | Stockholm Mean Machines | Midgårdsvallen |

| Örebro 1º luglio 2017, ore 13:00 | Örebro Black Knights | 36 – 0 | Västerås Roedeers | Behrn Arena |

### VI SM-Finalen
| Örebro 8 luglio 2017, ore 12:30 | Örebro Black Knights | 22 – 6 referto | Stockholm Mean Machines | Behrn Arena |

## Verdetti
- Örebro Black Knights Campionesse della Svezia 2017